# Akira Kaji
Akira Kaji (jap. 加地 亮 Kaji Akira; * 13. Januar 1980 in Minamiawaji, Präfektur Hyōgo) ist ein japanischer ehemaliger Fußballspieler.

## Karriere
Nach dem Ausscheiden aus den Schulmannschaften schloss sich Kaji 1998 dem japanischen Erstligisten Cerezo Osaka an, wo er in den ersten beiden Jahren zu einigen Einsätzen als Ergänzungsspieler kam. Danach wurde er für zwei Jahre an Ōita Trinita ausgeliehen, die in Division 2 spielten, und dort wurde er auf der rechten Defensivseite zum festen Stammspieler.
Nachdem der Verein zweimal den Aufstieg verpasst hatte, wechselte er zum Hauptstadtclub FC Tokio in die höchste Spielklasse zurück. Höhepunkt seiner vier Jahre dort war 2004 der Gewinn des Ligapokals. 2006 wechselte er zum zuvor japanischer Meister gewordenen Verein Gamba Osaka.
Sehr erfolgreich verlief auch seine Karriere in den Auswahlmannschaften Japans. Akira Kaji gehörte zum U20-Team, das bei der Junioren-WM 1999 Zweiter wurde. Im Oktober 2003 kam er dann zu seinem ersten Einsatz in der
japanischen Nationalmannschaft und seit Mai 2004 gehört er zum festen Stamm des Teams. 2004 gewann Japan mit ihm die Asienmeisterschaft und beim Konföderationen-Pokal war er ebenso dabei wie in der Qualifikation zur Fußball-Weltmeisterschaft 2006. Bei der WM bestritt er dann im WM-Aufgebot Japans zwei der drei Vorrundenspiele.

## Titel / Erfolge
- Asien-Meister 2004
- Vize-Juniorenweltmeister 1999
- Yamazaki Nabisco Cup 2004 (FC Tokio)